# Luisa Campagnolo
Luisa Vania Campagnolo (Bassano del Grappa, Vicenza, 1 de enero de 1968) es una lutier italiana.

## Biografía
Fue miembro fundador del Consorcio de luthier y archetier «Antonio Stradivari Cremona». La marca del consorcio «Cremona Liuteria» fue creada durante su presidencia de la institución en los años 2002-2003.
Comenzó a estudiar violín con 14 años. En 1994 creó su propio taller de lutheria donde construye y restaura instrumentos de cuerda y arcos.
Heredó de su padre carpintero la pasión y el placer de trabajar la madera, iniciando sus estudios como ebanista en el Instituto Profesional Estatal de la Industria y la Artesanía «F. Lampertico» de Bassano del Grappa en los años 1982-85, bajo la guía y enseñanza del profesor Luigi Bernadini. Paralelamente estudió violín en la Fundación «Morello» de Castelfranco Veneto, provincia de Treviso. 
Durante los años 1985-88 se formó en la Escuela Internacional de Lutheria en Cremona, diplomándose con el maestro Giorgio Cè. Entre 1988 y 1990 cursó los estudios como constructora de arcos en la región de Lombardia con los maestros Giovanni Lucchi, Emilio Slaviero y Fiorenza Manfredini. Después de su formación, continua perfeccionándose en la construcción en el taller de los maestros athijs Heyligers y Massimo Negroni y en restauración con el maestro Alessandro Tossani.
Su producción anual es de unos cuatro instrumentos. Está casada con el archetier Enzo Trematerra. Fruto de este matrimonio son sus dos hijos Eduardo y Francesco.